# Napili-Honokowai
Napili-Honokowai, stad i Maui County, Hawaii, USA med cirka 6 788 invånare (2000). Den har enligt United States Census Bureau en area på totalt 17,2 km² varav 2 km² är vatten.